# Wilhelm Karl Friedrich Suckow
Wilhelm Karl Friedrich Suckow, auch Succow (* 29. Dezember 1770 in Jena; † 30. Juli 1848 ebd.) war ein deutscher Mediziner. Er war der Bruder des Naturwissenschaftlers Georg Adolf Suckow und der Onkel des Arztes und Naturforschers Friedrich Wilhelm Suckow.

## Leben
Wilhelm Karl Friedrich war der Sohn des weimarischen geheimen Kammerrats und Professors der Physik, sowie Kameralwissenschaften und Mathematik Lorenz Johann Daniel Suckow und dessen Frau Maria Christina Sophia Pfündel († 1777). Er besuchte keine Schule und wurde von Privatlehrern ausgebildet, zu denen unter anderem Karl Gotthold Lenz, Johann Friedrich Ludwig Wachler und Johann Gottfried Hasse (* 1759 in Weimar; † 12. April 1806 in Königsberg (Preußen)) gehörten. Ostern 1787 bezog er die Universität Jena, wo er anfänglich an der philosophischen Fakultät sich mit Geschichte bei Johann Gottfried Eichhorn, den deutschen Altertümern bei Johann Gottfried Müller (* 4. November 1729 in Buttstedt; † 11. Februar 1792 in Jena), den römischen und griechischen Klassikern bei Christian Gottfried Schütz und Carl Christian Erhard, der Philosophie bei Justus Christian Hennings, Johann August Heinrich Ulrich und Carl Leonhard Reinhold, mit Physik und Mathematik bei seinem Vater und Naturgeschichte, Botanik und Chemie bei August Batsch auseinandersetzte.
Anschließend widmete er sich dem Studium der Medizin, wobei er die Ausführungen von Justus Christian Loder, Ernst Anton Nicolai, Christian Gottfried Gruner, Johann Christian Stark der Ältere und Friedrich Ferdinand Bretschneider (* 20. Oktober 1758 in Jena; † 27. Oktober 1802 in Jena) verfolgte. Seine Studien setzte er am 23. Oktober 1792 an der Universität Wittenberg fort, wo er die Vorlesungen Georg Rudolf Böhmer, Johann Jacob Ebert, Christian August Langguth und Christian Friedrich Nürnberger frequentierte. Nach Jena zurückgekehrt erwarb er sich am 24. Januar 1793 den akademischen Grad eines Magisters der Philosophie und arbeitete anschließend als praktischer Arzt in Jena. Am 30. Juli 1795 verteidigte er die Inauguraldissertation exhibens toxicologiae theoreticae delineationem und wurde zum Doktor der Medizin promoviert. Noch im selben Jahr habilitierte er sich an der Salana, man berief ihn 1801 zum außerordentlichen Professor an der medizinischen Fakultät und Suckow wurde damit verbunden Subdirektor der medizinischen chirurgischen Krankenanstalt in Jena.
1805 nahm er eine Stelle als Leibarzt des Grafen von Hochberg auf dem schlesischen Schloss Fürstenstein. 1808 war er wieder nach Jena zurückgekehrt und wurde 1811 Mitdirektor des klinischen Institutes und der Irrenanstalt in Jena. 1816 erhielt er eine ordentliche Professur der Medizin, wobei seine Vorlesungen sich mit Pathologie, Semiotik, Pharmakologie, Toxikologie, der allgemeinen- und speziellen Therapie beschäftigten. 1830 wurde er zum geheimen Hofrat von Sachsen-Weimar ernannt, stieg 1838 zum Ordinarius der medizinischen Fakultät auf und beteiligte sich auch an den organisatorischen Aufgaben der Hochschule. So war er einige Male Dekan der medizinischen Fakultät und im Wintersemester 1825 sowie im Sommersemester 1834 Rektor der Alma Mater. Am 25. Januar 1843 verlieh man ihm die Ehrendoktorwürde der Philosophie in Jena, am 7. November 1843 wurde er Ritter des Ordens vom Weißen Falken und er war Träger des herzoglich Sachsen-Ernestinischen Hausordens. Auch war er Mitglied der mineralogischen Gesellschaft in Jena, Mitglied der naturforschenden Gesellschaft in Jena und Brockhausen.
Suckow verheiratete sich 1798 mit Johanna Magdalena Luisa Katharina (Emilia) Amelung (* 1778), die Tochter des Pfarrers in Jugenheim, Gersfeld in der Rhön und Pfungstadt Hieronymus Gotthilf Amelung (* 9. Oktober 1742 in Glaucha; † 6. Mai 1800 in Pfungstadt) und der Helena Juliana Thon (* 13. Juli 1747 in Ostheim von der Rhön; † 14. September 1822 in Bonn). Aus der Ehe stammen Kinder. Von diesen kennt man den Mineralogen, Geologen und Chemiker Gustav Suckow (* 7. Mai 1803 in Jena; † 17. August 1867 ebd.) und den Mediziner Heinrich Emil Suckow (* 5. Februar 1806 in Freiburg in Schlesien; † nach 1840).

## Werke (Auswahl)
- Diss. inaug. exhibens Toxicologiae theoreticae delineationem. Part. I. Jena 1795; urn:nbn:de:gbv:3:1-498820-p0005-9
- Diss. pro facultate docendi exh. Toxicologiae theoreticae delineationem. Part. II. Jena 1795 (Resp. Heinrich Christian Friedrich Krauel; urn:nbn:de:gbv:3:1-498841-p0003-1
- Pharmakopöe für klinische Institute und selbst dispensirende Ärzte. 2. Bände. Jena 1805 (1. Band),  Jena 1810 (2. Band).
- Progr. Historia Phthiseos pulmonalis purulentae in foemina gravida ortae et post patrum sponte sanatae. Jena 1822 (Dekanatsprogramm zur Promotion von Johann Eduard Sommer (* 2. April 1801 in Coburg) und Johann Baptist Schmitt (* 24. April 1796 Fulda); digitale-sammlungen.de).
- Progr. Animadversinum in tracheitidem infantum. Particula I. Jena 1823 (Dekanatsprogramm zur Promotion Johann Krämer und Julius Göpel).
- Progr. Animadversinum in tracheitidem infantum. Particula II. Jena 1823 (Dekanatsprogramm zur Promotion von Karl August Bona (* 20. Mai 1791 in Sondershausen) und Gotthelf Adolph Schumann (* 16. Mai 1798 in Kospoda); digitale-sammlungen.de).
- Progr. Animadversinum in tracheitidem infantum. Particula III. Jena 1823.
- Progr. Animadversinum in tracheitidem infantum. Particula IV. Jena 1823.
- Progr. Animadversinum in tracheitidem infantum. Particula V. Jena 1824 (Dekanatsprogramm zur Promotion von Franz Ferdinand Syrbius (* 5. August 1799 in Berg bei Frankenhausen) und Wilhelm Heinrich Schön).
- Progr. Animadversinum in tracheitidem infantum. Particula VI. Jena 1825 (Dekanatsprogramm zur Promotion von Franz Gustav Judersleben (* 2. Juni 1796 in Auerbach); digitale-sammlungen.de).
- Progr. Animadversinum in tracheitidem infantum. Particula VII. Jena 1827 (Dekanatsprogramm zur Promotion Christian Friedrich Engelhardt (* 18. Oktober 1804 in Sonneberg); digitale-sammlungen.de).
- Progr. Animadversinum in tracheitidem infantum. Particula IX. Jena 1828 (Dekanatsprogramm zur Promotion Christian August Kaphan (* 1803 in Osterfeld); digitale-sammlungen.de).
- Progr. Animadversinum in tracheitidem infantum. Particula X. Jena 1829 (Dekanatsprogramm zur Promotion von Ernst Julius Gödike und Theodor Wilhelm Grimm).
- Progr. Idiosomnambulismi Exemplum Exhibetur. Particula I. Jena 1829 (Dekanatsprogramm zur Promotion von Friedrich Ferdinand Gley (* 1804 in Hamburg), books.google.de).
- Progr. Idiosomnambulismi Exemplum Exhibetur. Particula II. Jena 1829 (Dekanatsprogramm zur Promotion August Graef, Carl Friedrich Neuberth und Karl Gale Roederer).
- De Salibus, qui in neutralibus habentur, distributione in ordines pharmacologicos. Jena 1830.
- Jahresbericht nebst praktischen Bemerkungen über die im Jahre 1829 in dem Grossherzoglichen Landkrankenhaus und der ambulatorischen Klinik zu Jena behandelten Krankheiten. Jena 1831.

## Weblink
- Werke von und über Wilhelm Karl Friedrich Suckow in der Deutschen Digitalen Bibliothek

| Personendaten    | Personendaten                  |
| ---------------- | ------------------------------ |
| NAME             | Suckow, Wilhelm Karl Friedrich |
| ALTERNATIVNAMEN  | Succow, Wilhelm Karl Friedrich |
| KURZBESCHREIBUNG | deutscher Mediziner            |
| GEBURTSDATUM     | 29. Dezember 1770              |
| GEBURTSORT       | Jena                           |
| STERBEDATUM      | 30. Juli 1848                  |
| STERBEORT        | Jena                           |